# Fenrir (satèl·lit)
Fenrir, també conegut com a Saturn XLI (designació provisional S/2004 S 16), és un satèl·lit natural de Saturn. La seva descoberta va ser anunciada per Scott S. Sheppard, David C. Jewitt, Jan Kleyna i Brian G. Marsden el 4 de maig del 2005, a partir d'observacions fetes entre el 13 de desembre del 2004 i el 5 de març del 2005. Va ser descobert fent servir un dels telescopis més grans del món.
Fenrir té una magnitud aparent de 25, la qual cosa el converteix en una de les llunes més tènues conegudes del sistema solar. És uns 10 miliards de vegades més tènue que Saturn.
Fenrir fa uns 4 quilòmetres de diàmetre, i orbita Saturn en una distància mitjana de 22.454 Mm en 1.260 dies, amb una inclinació de 163° respecte a l'eclíptica (143° respecte a l'equador de Saturn), amb una excentricitat orbital de 0,136.
Té una òrbita retrògrada (orbita a Saturn en la direcció oposada de gir del planeta), la qual cosa suggereix que aquest satèl·lit irregular va ser capturat per Saturn.
Va ser anomenat l'abril del 2007 en honor de Fenrir, un llop gegant de la mitologia nòrdica, pare d'Hati i de Skoll, fill de Loki.